# Transdermal Celebration
Transdermal Celebration är en låt av det amerikanska rockbandet Ween. Låten släpptes som den andra och sista singeln från albumet Quebec, släppt 2003. En liveversion av låten var släppt på DVD/CDn Live in Chicago.
Dean Ween spelade in låtens gitarrsolo med Carlos Santanas gitarr utan att han visste om det.